# 뤼즈나크 AP
뤼즈나크 AP(Luzenac AP)는 프랑스에 있는 작은 마을인 뤼즈나크를 연고로 하는 축구 클럽이다. 이 팀은 1936년에 창단되었다.

## 선수 명단

### 현역
참고: FIFA 자격 규정에 따라 소속된 국가대표팀 국기를 표시합니다. 선수는 복수의 FIFA 비회원국 국적을 가지고 있을 수 있습니다.
| 번호 | 포지션 | 국적 | 이름 |
| ---- | ------ | ---- | ---- |

| 번호 | 포지션 | 국적 | 이름 |
| ---- | ------ | ---- | ---- |

### 역대
틀:레지옹 1